# Arquitectura dravidiana

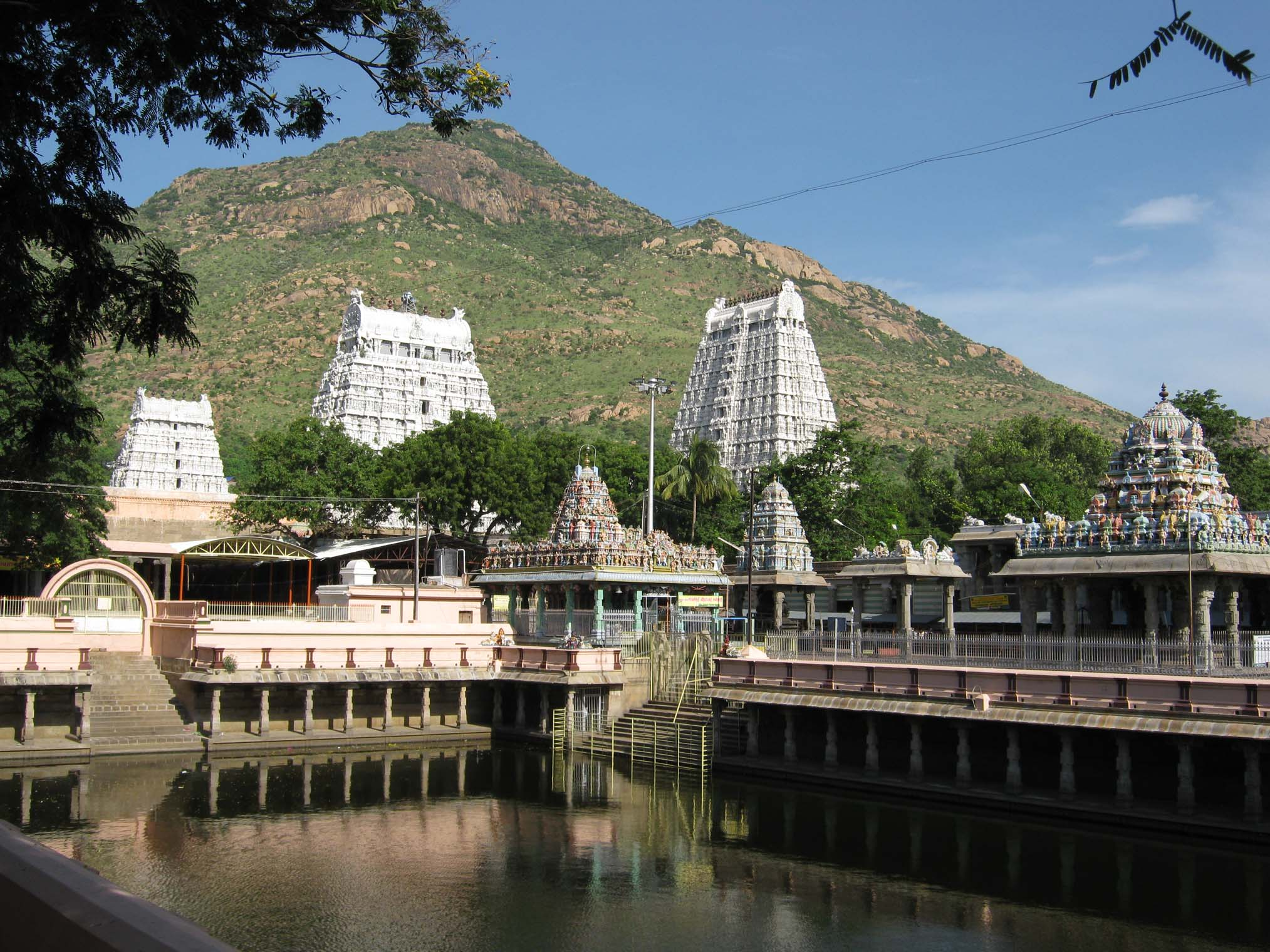
El temple d'Annamalaiyar de Thiruvannaamalai, a l'Índia

L'arquitectura dravidiana fou un estil arquitectònic que emergí fa milers d'anys a la part sud del subcontinent indi o Índia del Sud, desenvolupat pels dravidians. Consisteix bàsicament en temples en forma de piràmide que s'anomenen kovils en tàmil (கோவில்) que fan servir la pedra per crear un disseny amb esglaons on es representen moltes estàtues de deïtats, guerrers, reis i dansaires. Es menciona com un dels tres estils de construcció de temples en el llibre antic Vastu shastra. La majoria de les edificacions existents estan localitzades als estats de l'Índia del Sud de Tamil Nadu, Karnataka, Kerala i Andhra Pradesh. Alguns reialmes i imperis tals com els Cholas, txera, pandyas, pallavas, rashtrakutas, Chalukya, hoysalas i l'Imperi Vijayanagara, entre d'altres, han fet una contribució substancial a l'evolució de l'arquitectura dravidiana al llarg de la història. L'arquitectura d'estil dravidià també es pot trobar en parts del nord-est de Sri Lanka, de les Maldives i en diverses parts del sud-est asiàtic. El temple d'Angkor Wat, a l'actual Cambodja, fou construït durant l'arquitectura dravidiana primerenca.